# Sittou Raghadat Mohamed
Sittou Raghadat Mohamed (arabisch سيتو رغدات محمد, geb. 6. Juli 1952) ist eine ehemalige Ministerin der Komoren. Sie war als Abgeordnete und Ministerin die erste Frau in den Komoren, die eine bedeutende Stelle in der Regierung erhielt als Staatssekretärin für Bevölkerung und die Lage der Frauen. Sie gilt in den Komoren als Symbol für den Kampf der komorischen Frauen für Gleichheit und als Pionierin und Maßstab für Frauen in der Komoren.

## Leben
Sittou Raghadat Mohamed wurde am 6. Juli 1952 in Ouani, Anjouan, geboren.
Sie erwarb Anfang der 1980er ein Diplom an der École nationale supérieure (ENS) in M’vuni. Dann arbeitete sie mehrere Jahre lang als Lehrerin für Französisch, Geschichte und Geographie an verschiedenen weiterführenden Schulen.
Im August 1991 wurde sie als erste komorische Frau von Präsident Said Mohamed Djohar für ein bedeutendes Amt in der Regierung ernannt, als Staatssekretärin für die Lage der Frauen und Bevölkerung (Secrétaire d’État à la Condition féminine et à la Population).
Von 1991 bis 1996 übernahm sie hohe politische Verantwortung: Sie war Hochkommissarin für den Status der Frauen, Sozialministerin, Spezialberaterin des Präsidenten, Stellvertretende General-Sekretärin der Regierung und gewählte Abgeordnete.
Neben der politischen Betätigung unterrichtete sie am Institut de formation des enseignants et de recherche en Éducation (Institut für Lehrerausbildung und Pädagogikforschung, IFERE) an der Université des Comores und war langjährige Präsidentin des Forum des Éducatrices aux Comores (FAWECOM, Forum der Lehrerinnen der Komoren), eines Ablegers der Nichtregierungsorganisation Forum des Éducatrices Africaines (FAWE, Forum Afrikanischer Lehrerinnen).
Anlässlich einer Konferenz rief Mohamed, damals Ministerin für Soziales, Population, Beschäftigung und Arbeit, am 2. Mai 1994 dazu auf, „die Pläne zur nachhaltigen Entwicklung ihrer Regierung zu unterstützen; Makroökonomische Faktoren zu verändern, welche die SIDS (Kleine Inselentwicklungsländer) behindern; die Öffentliche Entwicklungszusammenarbeit (ODA) zu verstärken und Handelsprivilegien einzuführen.“
Beim 11. Treffen der UN-Weltfrauenkonferenz in Beijing im September 1995 führte Mohamed aus, dass bedeutende Fortschritte im „Mainstreaming von Frauen“ (mainstreaming women) in den Komoren gemacht worden seien. Eine Frau war an das Oberste Gericht berufen worden und Frauen waren in die Unionsversammlung gewählt worden, aber das Land benötige größere finanzielle Zuwendungen aus den Industrieländern um Armut, Fehlernährung und Infektionskrankheiten zu bekämpfen.
2001 wurde sie als „dedicated activist“ ausgezeichnet.
Sittou Raghadat Mohamed war auch Generalsekretärin des Rassemblement pour la Démocratie et le Renouveau (RDR) und Stadträtin der Stadt Ouani (Ndzuwani-Comoros).
2016 bis Februar 2019 war sie Präsidentin der Plateforme des Femmes en politique de l’océan Indien (FEPOI.Com, Antenne des Comores).
Im Februar 2019 wurde sie zur Präsidentin der Commission nationale des droits de l’Homme et des libertés (CNDHL, Nationale Menschenrechtskommission) gewählt.